# 谢尔盖·叶赛宁
谢尔盖·亚历山德罗维奇·叶赛宁（羅馬化：Sergey Aleksandrovich Yesenin；1895年10月3日—1925年12月28日），俄国诗人，以创作抒情诗文为主。

## 概况
1895年10月3日，谢尔盖·叶赛宁出生在俄罗斯帝国梁赞省康斯坦丁诺沃镇的一个农民家庭。他在祖父母的家中度过了大部分的童年时光，并于9岁时便开始写诗。 
1912年，叶赛宁来到莫斯科，开始是投奔父亲，他父亲已经离家很多年，一直在莫斯科的肉店工作，肉店老板提议让叶赛宁在店里当一名会计。但是这和叶赛宁的梦想不符合，于是他离开了肉店，也离开了父亲。1912年开始在一家书店里工作，1913年在一家印刷公司当校对员，他离自己出书和经济独立的梦想更近了一步。也使得他有机会读更多的书。1913年，他开始就读于历史哲学系在莫斯科城市国民大学。早期时候，他的诗的灵感大都来自俄罗斯的民间传说。1915年，他来到圣彼得堡，渐渐结识了亚历山大·勃洛克、尼古拉·卡拉约夫、谢尔盖·高罗德斯基（Сергей Городецкий）和安德烈·别雷等当时俄国的著名诗人，并于同年发表了第一本诗集：《亡灵节》（Радуница），开始闻名于文坛。
勃洛克促进了叶赛宁作为诗人的早期创作生涯，并与卡拉约夫教授他抒情诗歌方面的一些写作技巧。而别雷则在诗歌的形式方面对叶赛宁有较大指导和影响。
后来，俄国爆发的十月革命对叶赛宁的创作产生了影响，使他的创作发生了根本转变——他开始歌颂革命，赞扬工人阶级（但从根本上他并不理解革命和苏维埃制度），以至于形成了所谓以“放荡不羁、玩世不恭”为形态的“叶赛宁气质”（但此说法并不普遍）。
一战开始后，在1916年4月他被征召入伍，但并不在前线冲锋陷阵。后来2月革命后，他继续在国家杜马下属的军事委员会工作。
1917年3月，他结识了季娜伊达，一个美貌风趣的出版社秘书。在相识3个月以后，他们举行了婚礼。虽然家庭生活并不是平静的，但是叶赛宁的生命中出现了家，爱情和孩子。他的女儿也在此期间出生（1918年）
1918年5月，出版了关于祖国的第二本诗集 Голубень。
1919年，建立“印象”文学社，叶赛宁也是组织者之一。同年成立印象出版社，在此出版社中出版了许多他的作品。

## 婚姻
1921年秋天，在叶赛宁访问阿列克谢·雅科夫列夫的工作室之际，他认识了美国舞蹈家伊莎多拉·邓肯——一个比他年长18岁的女子。他们在1922年的5月2日结婚，然后结伴去了欧洲和美国，在此期间，叶赛宁对酒精成瘾，逐渐失去控制。他经常喝醉，因而导致暴力肆虐，甚至损毁酒店的客房和引起骚乱，此行为被国际新闻界四处宣传，对夫妻双方都造成不好的影响，甚至使其与邓肯的婚姻近乎告终。1923年5月，他返回莫斯科，几乎是迅速地与演员奥古斯塔·米克拉舍夫斯卡娅开始了交往，有谣言说他与奥古斯塔举行了民间仪式的婚礼，尽管他尚未同邓肯离婚。

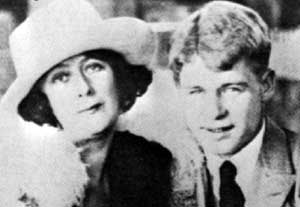
叶赛宁与邓肯。

同年，他与女诗人娜杰日达·沃尔平（Наде́жда Давы́довна Во́льпин）生下一个儿子，名亚历山大·叶赛宁-沃尔平（Алекса́ндр Серге́евич Есе́нин-Во́льпин），但叶赛宁并不知道他有这个儿子。亚历山大·叶赛宁-沃尔平逐渐长大，后移居美国，成为一名杰出的数学家。

## 死亡

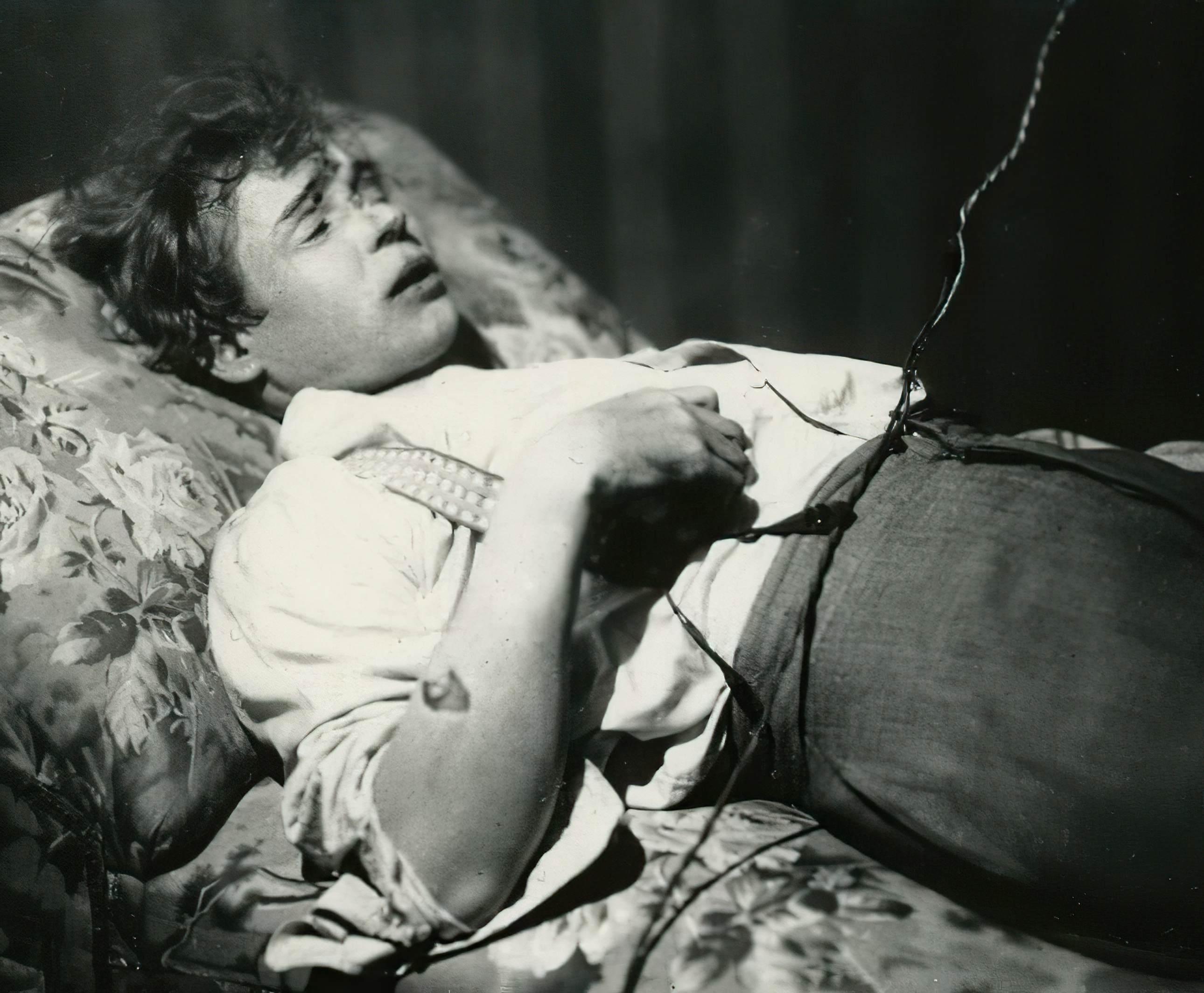
叶赛宁在酒店房间的遗体

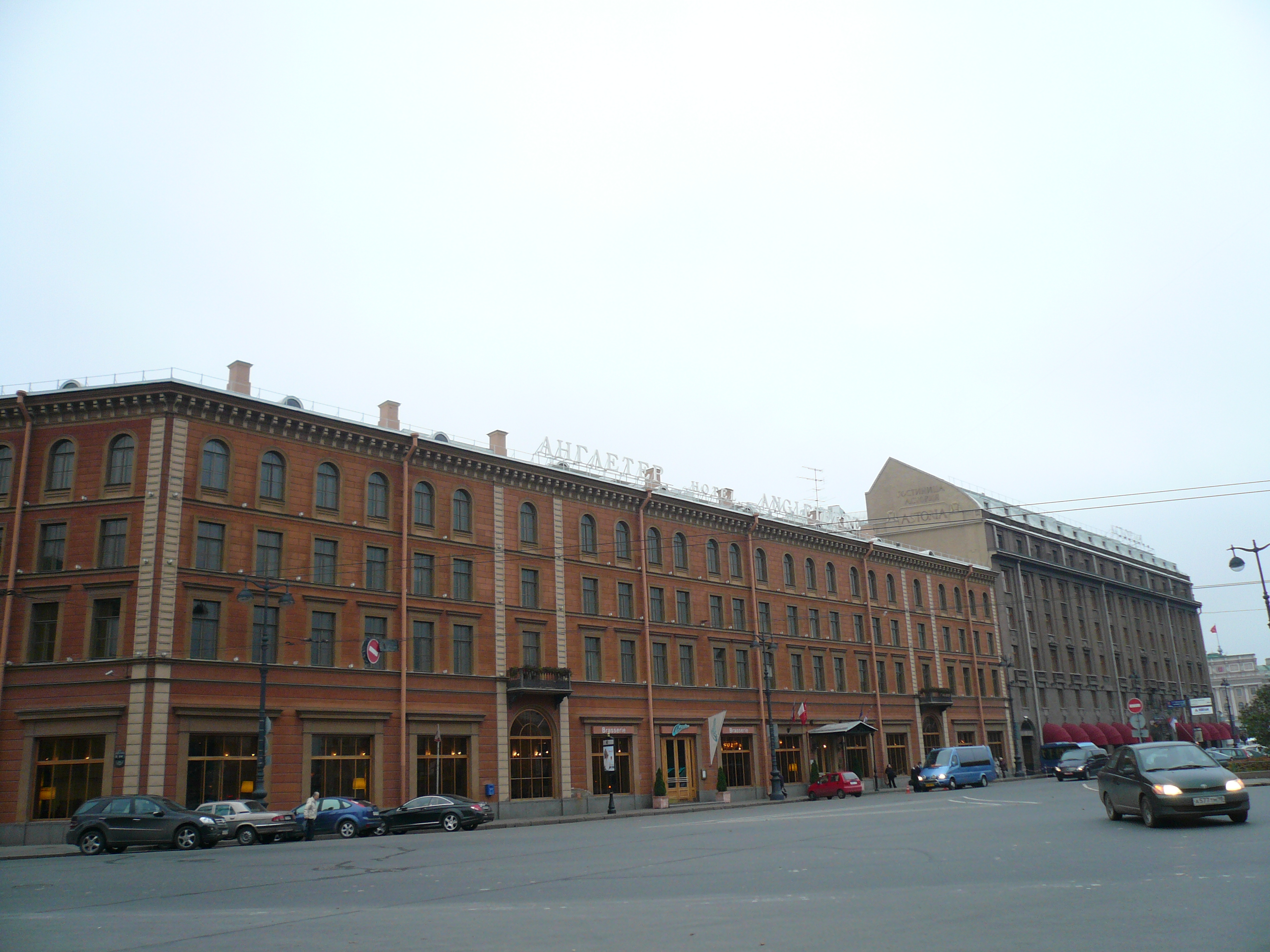
圣彼得堡的安格雷特里酒店

1925年12月28日，叶赛宁在圣彼得堡聖以撒廣場的安格雷特里酒店的房间发现已用皮带上吊自杀，时年30岁。据其传记作家称，叶赛宁是因为患上忧郁症，从而自缢身亡。诗人死前在旅馆镜子上留下了他最后一首诗——《再见，我的朋友，再见》（До свиданья, друг мой, до свиданья）。
叶塞宁抱怨房间里没有墨水，他被迫用鲜血写字。
在列宁格勒举行葬礼后，诗人叶塞宁的遗体用火车运往莫斯科，在那里为死者的亲友安排了告别。 1925年12月31日，他埋葬在莫斯科瓦甘科沃公墓，坟墓上有白色大理石雕塑。
有一种理论认为，叶塞宁实际上死于特工的谋杀，他们布置了现场，使其看起来像是自杀。维塔利·别兹鲁科夫的小说《叶塞宁》专门描写叶塞宁死亡的这一版本。2005年，根据这部小说改编的电视连续剧《谢尔盖·叶塞宁》（由谢尔盖·维塔利耶维奇·別茲魯科夫 饰演叶塞宁）在第一頻道播出 斯坦尼斯拉夫·库尼亚耶夫和谢尔盖·库尼亚耶夫在其叶赛宁传记的最后一章中，引用了倾向于支持暗杀假说的事实。
马雅科夫斯基被他的死激怒，创作了一首名为《致谢尔盖·叶赛宁》的诗进行反驳。马雅科夫斯基本人也在1930年自杀。
多年以来，对于叶赛宁的死因，已经进行了多项学术研究。

## 诗歌欣赏
| 原文 | 中文翻译 再见，我的朋友，再见。 我亲爱的，你活在我心中。 虽然注定分手， 但承诺今后团聚。 再见，我的朋友，不需要握手，无需任何的言语； 请别忧伤，也别愁眉不展， 死亡在这人生中屡见不鲜， 当然，还有活着也不新鲜。 (1925) |